# Eduardo Sasha
Eduardo Colcenti Antunes (Porto Alegre, Río Grande del Sur, 24 de febrero de 1992), más conocido como Eduardo Sasha, es un futbolista brasileño que juega para el Red Bull Bragantino del Campeonato Brasileño de Serie A.

## Trayectoria

### Internacional
Comenzó su carrera en el Inter de Porto Aegre. El 10 de septiembre de 2010 con 18 años, firmó su primer contrato por un período de cinco años, con una cláusula de rescisión fijada en 40 millones de euros (87 millones de reales). Dos días después debutó en un empate sin goles en casa contra el Goiás por el Brasilerao 2010, entrando como suplente de Giuliano en el minuto 62. Hizo una aparición más, desde el banco durante la temporada y fue incluido en el equipo del Inter para la Copa Mundial de Clubes de la FIFA 2010 disputada en los Emiratos Árabes Unidos, pero no salió al campo ya que su equipo quedó tercero.
El 19 de marzo de 2011 debutó en el Campeonato Gaúcho sustituyendo a Daniel en los últimos seis minutos de un empate sin goles ante el Esporte Clube Novo Hamburgo en Beira-Rio, siendo su única aparición en una temporada en la que su equipo terminó como campeón. Hizo dos apariciones la temporada siguiente, incluida una primera titularidad senior el 26 de enero en una derrota por 1-2 ante el Cerâmica Atlético Clube.

#### Préstamo a Goiás
El 10 de mayo de 2012 fue cedido al Goiás para la próxima temporada de la Série B; Fue el decimoséptimo fichaje del año del equipo y el quinto del Internacional, incluido su compañero de ataque en la selección juvenil Ricardo Goulart. Hizo siete apariciones como suplente cuando su equipo ganó el campeonato.
El 23 de enero de 2013 entró como reemplazo de Caio en el segundo partido del Campeonato Goiano, logrando anotar su primer gol para darle al Esmeraldino la iniciativa en una victoria por 3-1 ante el eventual Grêmio Esportivo Anápolis. Totalizó tres goles en 21 apariciones cuando su equipo ganó el título estatal, en particular el 5 de mayo anotó uno en la victoria por 4-1 (5-3 global) ante la Associação Atlética Aparecidense por las semifinales.
Más adelante en el año, los cuatro goles de Sasha en 16 partidos ayudaron al Goiás a llegar al sexto lugar en la edición de la liga nacional; su primer gol de este tipo se produjo el 18 de septiembre como sustituto de Renan Oliveira en el empate 2-2 ante el Coritiba Foot Ball Club. Anotó otros tres goles en ocho partidos de la Copa do Brasil, incluido uno en la derrota en semifinales ante el Clube de Regatas do Flamengo.

#### Retorno al Internacional

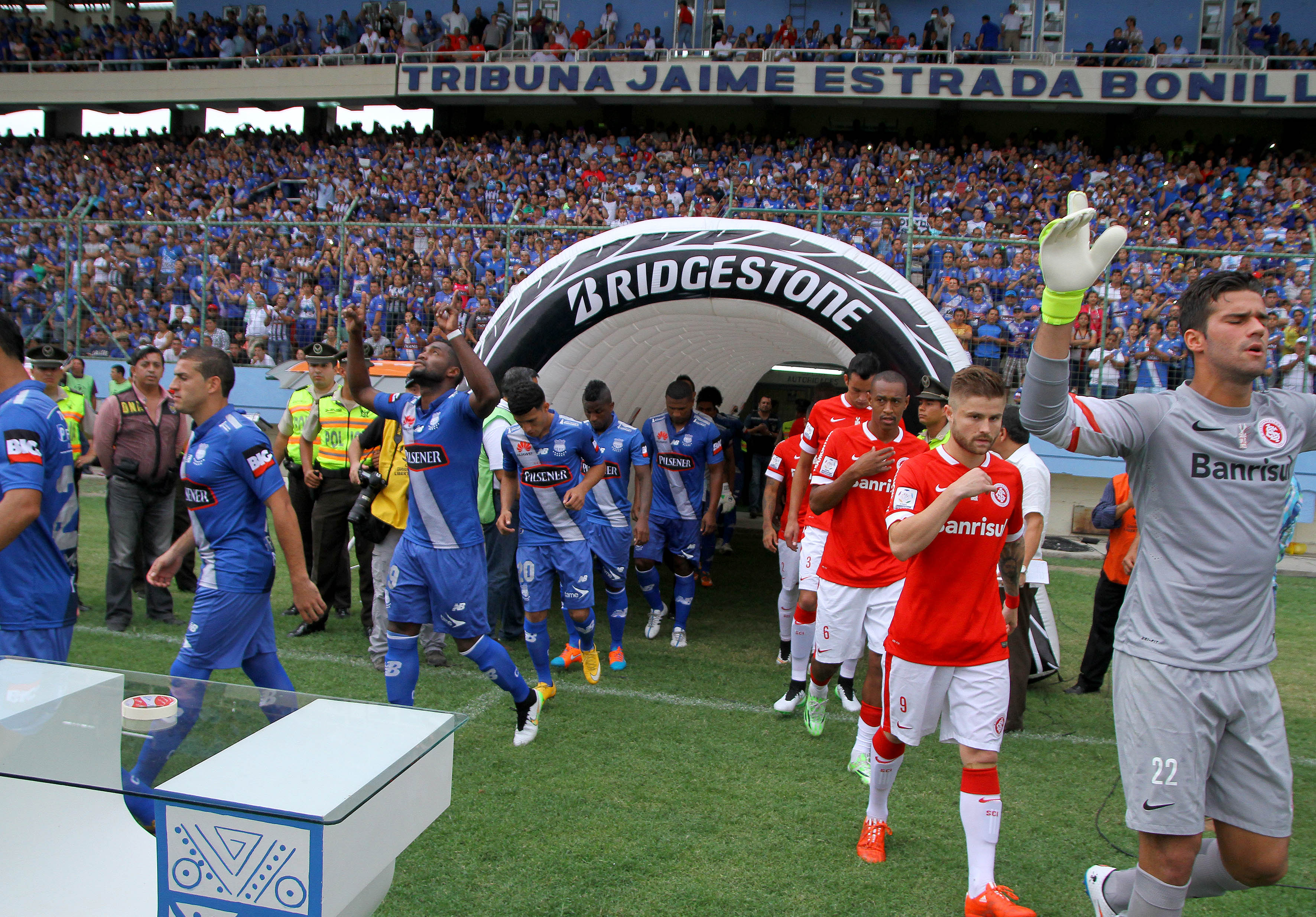
Sasha (rojo, número 9) se marcha para el Internacional antes de un partido de la Copa Libertadores contra Emelec en marzo de 2015.

Sasha anotó dos veces en siete juegos cuando el Colorado ganó el Campeonato Gaúcho 2014; su primer gol con ellos llegó el 29 de enero en la victoria por 2-1 en casa sobre São Paulo, tres minutos después de reemplazar a Valdívia en el Estadio Francisco Stédile. Consiguió otros cuatro en 12 partidos en la siguiente Série A, incluidos dos en la victoria en casa por 4-2 sobre el Coritiba el 28 de septiembre. 
Internacional ganó otro campeonato estatal el año siguiente, con las contribuciones de Sasha incluyendo un doblete el 4 de febrero en un empate en casa 4-4 contra Esporte Clube São José. También consiguió sus primeros goles en la Copa Libertadores, registrando un gol en cada partido contra la Universidad de Chile.
Sasha fue el máximo goleador del equipo con seis goles en 15 partidos, ya que el Inter ganó un sexto título estatal consecutivo en 2016; Abrió la victoria en casa por 3-0 sobre Juventude en el partido de vuelta de la final (4-0 global). En la celebración agarró la bandera de la esquina y comenzó a bailar un baile de debutante, eludiendo la sequía de 15 años de los feroces rivales, Grêmio Foot-Ball Porto Alegrense. Su baile más tarde provocó respuestas ofensivas de Luan en la Copa de Brasil 2016 y las Finales de la Copa Libertadores 2017, ambas ganadas por Grêmio.
Sasha fue titular habitual del Inter durante la campaña en el Brasilerao, ya que su equipo descendió por primera vez en la historia. En la temporada de promoción del año siguiente, también luchó con lesiones recurrentes en el tobillo.

### Santos
El 9 de enero de 2018 fichó por el Santos FC cedido hasta diciembre, con una cláusula de rescisión. Hizo su debut con el 22 de enero, entrando como suplente en la derrota en casa por 1-0 por el Campeonato Paulista contra el Bragantino.
Anotó su primer gol con el Peixe el 25 de enero de 2018, logrando el empate en la derrota por 2-1 ante Ponte Preta en condición de visitante. El 15 de marzo anotó un doblete en la victoria en casa por 3-1 contra Nacional y también fue nombrado mejor jugador del partido.
El 19 de abril de 2018 firmó un contrato permanente hasta 2022. Comenzó la campaña de 2019 fuera de los planes del primer equipo con el nuevo gerente Jorge Sampaoli, pero posteriormente se estableció como un habitual.
El 20 de julio de 2020 entabló una acción legal contra Santos, alegando salarios impagos y fue declarado agente libre once días después; al día siguiente, sin embargo, el propio juez revocó la decisión tras ser considerado sospechoso para juzgar el caso.

### Atlético Mineiro
El 17 de agosto de 2020 fichó por el Atlético Mineiro con un contrato de cuatro años por 1,5 millones de euros.

## Clubes
| Club                  | País   | Año       |
| --------------------- | ------ | --------- |
| S. C. Internacional   | Brasil | 2010-2018 |
| Goiás E. C. (cedido)  | Brasil | 2012-2013 |
| Santos F. C. (cedido) | Brasil | 2018      |
| Santos F. C.          | Brasil | 2018-2020 |
| Atlético Mineiro      | Brasil | 2020-2022 |
| Red Bull Bragantino   | Brasil | 2023      |

## Estadísticas
| Club                         | Temporada     | Liga  | Liga  | Estatal | Estatal | Copa nacional | Copa nacional | Copa internacional | Copa internacional | Total | Total |
| Club                         | Temporada     | Part. | Goles | Part.   | Goles   | Part.         | Goles         | Part.              | Goles              | Part. | Goles |
| ---------------------------- | ------------- | ----- | ----- | ------- | ------- | ------------- | ------------- | ------------------ | ------------------ | ----- | ----- |
| S. C. Internacional · Brasil | 2010          | 2     | 0     | 0       | 0       | -             | -             | -                  | -                  | 2     | 0     |
| S. C. Internacional · Brasil | 2011          | 0     | 0     | 1       | 0       | -             | -             | -                  | -                  | 1     | 0     |
| S. C. Internacional · Brasil | 2012          | 0     | 0     | 2       | 0       | -             | -             | -                  | -                  | 2     | 0     |
| S. C. Internacional · Brasil | Total club    | 2     | 0     | 3       | 0       | 0             | 0             | 0                  | 0                  | 5     | 0     |
| Goiás E. C. · Brasil         | 2012          | 7     | 0     | -       | -       | 1             | 0             | -                  | -                  | 8     | 0     |
| Goiás E. C. · Brasil         | 2013          | 16    | 4     | 21      | 3       | 8             | 3             | -                  | -                  | 45    | 10    |
| Goiás E. C. · Brasil         | Total club    | 23    | 4     | 21      | 3       | 9             | 3             | -                  | -                  | 53    | 10    |
| S. C. Internacional · Brasil | 2014          | 12    | 4     | 7       | 2       | 2             | 0             | 1                  | 0                  | 22    | 6     |
| S. C. Internacional · Brasil | 2015          | 14    | 2     | 10      | 3       | 2             | 1             | 12                 | 2                  | 38    | 8     |
| S. C. Internacional · Brasil | 2016          | 31    | 5     | 20      | 7       | 5             | 1             | -                  | -                  | 56    | 13    |
| S. C. Internacional · Brasil | 2017          | 26    | 3     | 1       | 0       | 1             | 0             | -                  | -                  | 28    | 3     |
| S. C. Internacional · Brasil | Total club    | 83    | 14    | 38      | 12      | 10            | 2             | 13                 | 2                  | 144   | 30    |
| Santos F. C. · Brasil        | 2018          | 25    | 1     | 14      | 4       | 2             | 0             | 5                  | 2                  | 46    | 7     |
| Santos F. C. · Brasil        | 2019          | 34    | 13    | 5       | 0       | 7             | 0             | 0                  | 0                  | 46    | 13    |
| Santos F. C. · Brasil        | Total club    | 59    | 14    | 19      | 4       | 9             | 0             | 5                  | 2                  | 92    | 20    |
| Total carrera                | Total carrera | 167   | 32    | 81      | 19      | 28            | 5             | 18                 | 4                  | 294   | 60    |

## Palmarés

### Campeonatos regionales
| Título             | Club                | País   | Año  |
| ------------------ | ------------------- | ------ | ---- |
| Campeonato Gaúcho  | S. C. Internacional | Brasil | 2008 |
| Campeonato Gaúcho  | S. C. Internacional | Brasil | 2009 |
| Campeonato Gaúcho  | S. C. Internacional | Brasil | 2011 |
| Campeonato Goiano  | Goias E. C.         | Brasil | 2012 |
| Campeonato Goiano  | Goias E. C.         | Brasil | 2013 |
| Campeonato Gaúcho  | S. C. Internacional | Brasil | 2014 |
| Campeonato Gaúcho  | S. C. Internacional | Brasil | 2015 |
| Campeonato Gaúcho  | S. C. Internacional | Brasil | 2016 |
| Campeonato Mineiro | Atlético Mineiro    | Brasil | 2022 |

### Campeonatos nacionales
| Título  | Club        | País   | Año  |
| ------- | ----------- | ------ | ---- |
| Serie B | Goias E. C. | Brasil | 2012 |
| Serie A | Atlético-MG | Brasil | 2021 |

### Campeonatos internacionales
| Título              | Club                | País   | Año  |
| ------------------- | ------------------- | ------ | ---- |
| Recopa Sudamericana | S. C. Internacional | Brasil | 2007 |
| Copa Sudamericana   | S. C. Internacional | Brasil | 2008 |
| Copa Libertadores   | S. C. Internacional | Brasil | 2010 |
| Recopa Sudamericana | S. C. Internacional | Brasil | 2011 |

### Distinciones individuales
| Distinción                    | Año  |
| ----------------------------- | ---- |
| Mejor jugador de la Punta Cup | 2010 |